# Eulàlia Valldosera i Guilera
Eulàlia Valldosera i Guilera (Villafranca del Panadés, 1963) es una artista española, galardonada con el Premio Nacional de Artes Plásticas en 2002. Su obra forma parte de algunas de las colecciones de arte contemporáneo más destacadas del mundo, como la del Museo Nacional Centro de Arte Reina Sofía de Madrid, el Museo Nacional de Arte Contemporáneo de Bruselas, el Centro de Arte La Panera de Lérida, el MUSAC de León, el Artium vitoriano, Es Baluard de Palma o el MACBA, la Fundación "La Caixa" y el Centro de Arte Santa Mónica de Barcelona.

## Biografía
Quiero hacer trabajos que todos puedan entender. Entré a la mayoría de edad con el estreno de la democracia y tengo fe que el arte debe ser para todos los públicos, no sólo para iniciados
Eulàlia Valldosera

Eulàlia Valldosera inició su formación artística en la Escuela de Bellas artes de Barcelona y en la década de los años 90 se trasladó a Ámsterdam, donde completó sus estudios. Fue precisamente en los Países Bajos donde inició su carrera artística, con una obra titulada El melic del món (El ombligo del mundo) (1991, Galería Antoni Estrany), un trabajo de carácter introspectivo donde el artista opta para dejar de lado los lenguajes artísticos canónicos a favor de nuevas prácticas artísticas para reflexionar sobre el mismo cuerpo como punto de partida para relacionarse con el mundo que lo rodea, una temática que explorará progresivamente en sus obras posteriores. Estas han ido tomando un cariz marcadamente crítico, y han hecho que la obra de Valldosera a menudo sea cualificada de "arte político".
Trayectória artística
El trabajo artístico de Valldosera surge en un momento de gran mercantilización de las obras de arte, y el artista opta para canalizar sus creaciones a través de prácticas no objetuales, como son las performances o las instalaciones, donde se niega el objeto artístico para otorgar todo el protagonismo a las acciones y a la participación del público, de tal manera que realmente importante es el recuerdo que permanece a su memoria.
A lo largo de los años 90, Valldosera desarrolló una serie de instalaciones titulada Aparences (Apariencias), que se alargó desde 1992 hasta el año 2006. En este proyecto, todo de objetos que en algún momento han formado parte de la vida del artista se combinan con proyecciones, buscando el encuentro del cuerpo, del público, con el espacio que lo rodea. En 2004 se celebró el Foro de las Culturas para el que hizo la instalación Aquí hay tomate, la cual, a pesar de ser concebida como obra efímera, se conservó después del acontecimiento. Más recientemente, con el proyecto Dependències (Dependencias) (2008), las instalaciones toman un cariz cinematográfico, donde la participación del público es de vital importancia donde el artista ha perdido prácticamente todo el control creándose un fenómeno artístico.
Es en esta época —sobre todo alrededor de la primera década del 2000— que el objeto vuelve a ganar protagonismo en el trabajo artístico de Valldosera, especialmente envases u objetos altamente cotidianos, de los cuales extrae el valor a través de la relación que estos objetos mantienen con sus propietarios. En esta línea destacan instalaciones como Interviewing objects, Estantería para un lavabo de hospital, Envases: el culto a la madre o Envases borrados.

## Premio Nacional de Artes Plásticas
En enero de 2001, la Fundación Tàpies acogió una exposición retrospectiva de la obra de Valldosera realizada entre 1990 y 2000. Esta muestra, que también se instaló en el centro Witte de With de Róterdam, hizo que Valldosera fuera galardonada el año siguiente con el Premio Nacional de Artes Plásticas, por su capacidad de expresar con un lenguaje sugerente e innovador los conocimientos, experiencias y sensaciones más profundas del ser humano.
La misma artista reconoció que esta exposición retrospectiva podía significar un punto de inflexión a su trabajo creativo, puesto que sus instalaciones eran obras abiertas, muy frágiles, que requerían una intensa tarea de mantenimiento cada vez que se presentaban al público. Así pues, Valldosera consideró la posibilidad de radicalizar su discurso y realizar intervenciones de carácter efímero o bien centrarse en la investigación sobre su trabajo creativo, puesto que ella considera que en el futuro el artista será más bien un creador de sentidos, no de objetos.

## Exposiciones destacadas
- 1991: El melic del món — Galería Antoni Estrany, Barcelona
- 1992: Vendatges — Sala Montcada Fundación "La Caixa", Barcelona
- 1996: Manifiesta Y — Róterdam
- 1997: 5ª Bienal de Estambul
- 1997: 2ª Bienal de Johannesburgo
- 1997: Twilight Zone — Skulptur Projekte, Münster (colectiva)
- 2000: Still life — Galería Joan Prats, Barcelona
- 2001: 49.ª Bienal de Venecia (colectiva)
- 2004: 26ª Bienal de São Paulo, Brasil
- 2008: Objetos generados — Espai Visor, Valencia
- 2009: Dependencias — Museo Nacional Centro de Arte Reina Sofía, Madrid
- 2013: Economia de l'atzar diví — Fundación Joan Miró, Barcelona[9]
- 2019: Patriarcado (Con Cristina Lucas) Museo Thyssen-Bornemisza, Madrid[10]
- 2022: Mercadillo navideño en el Museo de Arte Contemporáneo Helga de Alvear.[11]